# Хаубиэл, Чарльз
Чарльз Тробридж Хаубиэл (англ. Charles Trowbridge Haubiel, настоящая фамилия Пратт, англ. Pratt, в качестве псевдонима использовал девичью фамилию матери; 30 января 1892, Дельта, штат Огайо — 26 августа 1978, Лос-Анджелес) — американский композитор и музыкальный педагог.
Начал учиться музыке у своей сестры Флоренс Пратт, концертирующей пианистки. В 1911—1913 гг. учился в Европе: как пианист в Берлине у Рудольфа Ганца и как композитор в Лейпциге у Александра фон Филица. Вернувшись в США, преподавал в Оклахома-Сити. В 1917 г. поступил в американскую армию и служил во Франции вплоть до окончания Первой мировой войны.
Творчество Хаубиэла носило более или менее консервативный характер. В его наследии — три оперы, около 20 произведений для оркестра, среди которых выделяется симфоническая поэма «Карма» (1928), камерная и хоровая музыка. В 1935 г. Хаубиэл основал издательство Composer’s Press, выпускавшее сочинения современных американских композиторов, и руководил им вплоть до 1966 г., когда фирма была поглощена корпорацией Southern Music Company.
Хаубиэл начал преподавательскую карьеру в 1920 году в Институте музыкального искусства, затем в 1923—1947 гг. преподавал в Нью-Йоркском университете. Среди его учеников, в частности, композитор Уильям Шуман, обязанный Хаубиэлу, как отмечали исследователи, твёрдым владением контрапунктом.